# 大平町
大平町（おおひらまち）は、かつて栃木県の南部、東京から北に約80キロの位置にあった町である。下都賀郡に属していた。現在では栃木市の地域自治区となっている。
日立製作所・いすゞ自動車の工場や下請け会社を中心とした工業都市として発展してきた。農業も盛んで、特に町北西部の西山田地区を中心に生産されるブドウ（大平町ぶどう団地）は、町の特産品ともなっている。

## 地理
- 地形：関東平野。
- 河川：町を北から南に永野川、巴波川の2河川が流れる。

## 地域（大字・集落名など）
- 新（あらい）
  - 門成（かどなり）
  - 下新井（しもあらい）
  - 田迎（たむかえ）
  - 中新井（なかあらい）
  - 豊後（ぶんご）
  - 堀米（ほりごめ）
- 牛久（うしく）
- 榎本（えのもと）
- 上高島（かみたかしま）
- 川連（かわつれ）
- 北武井（きたたけい）
- 蔵井（くらい）
- 下高島（しもたかしま）
- 下皆川（しもみながわ）
- 富田（とみだ）
  - 内宿（うちじゅく）
  - 上町（かみちょう）
  - 神ノ倉（かんのくら）
  - 栄町（さかえちょう）
  - 下町（しもちょう）
  - 新町（しんちょう）
  - 天神町（てんじんちょう）
  - 仲町（なかちょう）
  - 西友田（にしともだ）
  - 東友田（ひがしともだ）
- 土与（どよ）
- 西野田（にしのだ）
- 西水代（にしみずしろ）
  - 瓜畑（うりはた）
  - 北原（きたはら）
- 西山田（にしやまだ）
  - 片岡（かたおか）
  - 白岩（しらいわ）
  - 立花（たちばな）
- 伯仲（はくちゅう）
  - 戸恒（とづね）
  - 兵庫（ひょうご）
- 真弓（まゆみ）
  - 中才（なかさい）
- 横堀（よこぼり）

## 歴史
- 1889年（明治22年）4月1日 - 富山村（とみやまむら）・瑞穂村（みずほむら）・水代村（みずしろむら）の3村が成立。
- 1956年（昭和31年）9月30日 - 富山村・瑞穂村・水代村が合併し、大平村となる。村名は太平山（おおひらさん）から採ったが、大平村の字画が七五三（逆順）となるように縁起をかついで「太」を「大」にしたという[1]。
- 1961年（昭和36年）11月3日 - 町制施行、大平町となる。
- 1992年（平成4年）7月1日 - 下都賀郡岩舟町と境界変更。
- 1994年（平成6年）12月1日 - 下都賀郡岩舟町と境界変更。
- 2004年（平成16年）7月1日 - 栃木市と境界変更。
- 2010年（平成22年）3月29日 - 栃木市、都賀町、藤岡町と合併し、栃木市の一部となり消滅、閉町。54年間の歴史を閉じた。

### 合併に向けた動き
- 2007年（平成19年）6月に栃木地区1市5町（栃木市・大平・岩舟・藤岡・都賀・西方町）での合併に向けての首長懇談会が設置された。
- 2007年11月の県市町村合併推進審議会において栃木地区1市5町（同上）での合併、及び栃木地区1市5町に小山市・野木町を加えた2市6町での合併の2案を併記し、このうち栃木地区1市5町での合併を先行させる答申が決定された。

## 行政
- 大平町長

| 代 | 氏名       | 就任                       | 退任                       | 備考                   |
| -- | ---------- | -------------------------- | -------------------------- | ---------------------- |
| 1  | 田中東壽   | 1956年（昭和31年）11月15日 | 1972年（昭和47年）11月14日 |                        |
| 2  | 藤沼正男   | 1972年（昭和27年）11月15日 | 1980年（昭和55年）4月30日  |                        |
| 3  | 椎名甲子一 | 1980年（昭和55年）5月25日  | 1996年（平成8年）5月24日   |                        |
| 4  | 佐山芳     | 1996年（平成8年）5月25日   | 2000年（平成12年）7月19日  | 在任中死去             |
| 5  | 鈴木俊美   | 2000年（平成12年）9月3日   | 2010年（平成22年）3月28日  | 合併後に栃木市長に就任 |

## 教育
高等学校
- 栃木県立栃木翔南高等学校

中学校
- 大平町立大平中学校
- 大平町立大平南中学校

小学校
- 大平町立大平中央小学校
- 大平町立大平西小学校
- 大平町立大平東小学校
- 大平町立大平南小学校

## 交通

### 鉄道路線
- 東武鉄道
  - ■日光線:新大平下駅（中心駅）
- JR東日本
  - ■両毛線:大平下駅

### 道路
一般国道
- 国道50号

主要地方道
- 栃木県道11号栃木藤岡線
- 栃木県道36号岩舟小山線

その他の県道
- 栃木県道153号南小林栃木線
- 栃木県道160号和泉間々田線
- 栃木県道252号蛭沼川連線
- 栃木県道300号新大平下停車場線
- 栃木県道309号栃木環状線
- 栃木県道311号小山大平線
- 栃木県道312号大平下停車場線

農道
- 下都賀西部広域農道

## 産業
商業施設
- カインズモール大平
  - ベイシア大平モール店
  - カインズホーム大平店
  - オートアールズ大平店
  - ベイシア電器大平店
  - ジェイ・クエスト大平店
- とりせん大平店
- ヤオハンNEW大平店
- ベイシア大平店

工場
- 日立アプライアンス栃木事業所
- いすゞ栃木工場

## 観光
- 太平山
- 晃石山
- 大平町ぶどう団地
- かかしの里

## 名所・旧跡
- 大中寺
- 榎本大中寺
- 清水寺
- 下野七廻り鏡塚古墳 - 歴史民俗資料館・郷土資料館（白石家戸長屋敷）に保存・展示
- 太平山神社

## 出身人物
- 義達祐未（タレント）
- 中川真吾（俳優、D-BOYS）
- 古川登志夫（声優）
- 川田利明（プロレスラー）
- 石川多映子（元ソフトボール選手）
- 砂岡良治（重量挙げ）
- 田村律之助（ビール麦の父）[3][4]